# Randia calycosa
Randia calycosa är en måreväxtart som beskrevs av Paul Carpenter Standley. Randia calycosa ingår i släktet Randia och familjen måreväxter. Inga underarter finns listade i Catalogue of Life.